# VizieR
O serviço VizieR é um serviço de catálogo astronômico mantido pelo Centre de Données astronomiques de Strasbourg (CDS, traduzido do francês como Centro de dados astronômicos de Estrasburgo). O serviço permite acesso direto a muitos catálogos dentro os 6863 disponíveis, permitindo localizar objetos de grupos heterogêneos de dados a partir de suas localizações, comprimento de onda desejado ou palavras-chave referentes a missões ou objetos.
O catálogo VizieR tem sua origem em 1993, como forma de acesso ao European Space Information System (ESIS, traduzido do inglês como Sistema de informações espaciais europeu) da Agência Espacial Européia (ESA). Criado com o intuito de servir à comunidade científica espacial, o projeto ESIS é anterior à Internet: uma rede permitia acesso ao banco de dados, com acesso a dados de diferentes catálogos. Desde 1996, o VizieR se tornou um ponto de referênca a astrônomos engajados em pesquisas no mundo todo, que podem acessar dados catalogados de publicações de journals astronômicos. O novo VizieR foi reestruturado em 1997 pelo CDS para servir melhor a comunidade em termos de capacidade de busca e volume de dados.
Com o advento do Observatório Virtual Astrofísico, o serviço de catálogo VizieR ganhou importância se tornando a fonte da maior parte dos dados catálogados na comunidade astronômica.